# Balduino III de Flandes
Balduino III el Joven (940-1 de enero de 962), era hijo de Arnulfo I de Flandes y de su segunda esposa, Adela de Vermandois (c. 915-969), hija de Herbert II, conde de Vermandois, fue Conde de Flandes asociado al gobierno junto a su padre Arnulfo el Viejo desde el año 958 hasta su muerte.
Durante su breve mandato favoreció el establecimiento y desarrollo de las industrias textiles en la ciudad de Gante. Este fue el primer paso para la futura prosperidad económica que disfrutaría el condado flamenco.
En 961 contrajo matrimonio con la princesa Matilde de Sajonia, hija del Herman, duque o quizá sólo lugarteniente de Otón en Sajonia. De esta unión nació su heredero.
Balduino murió el 1 de enero de 962, antes que su padre, y fue sucedido por su hijo todavía niño Arnulfo II. El viejo conde Arnulfo I actuó como regente hasta el momento de su propio fallecimiento.